# Las Delicias (Panama)
Las Delicias ist ein Corregimiento des Bezirks Changuinola in der Provinz Bocas del Toro in Panama. Bei der Volkszählung im Jahr 2023 hatte es 1773 Einwohner. Das Corregimiento erstreckt sich über eine Fläche von 554,5 km².
Das Corregimiento wurde durch Gesetz Nr. 18 vom 26. Februar 2009 geschaffen.

## Bevölkerung
Die folgende Tabelle zeigt die Bevölkerung des Corregimientos Las Delicias, wie es in den Volkszählungen 2010 und 2023 erfasst wurde.
| Jahr         | 2010 | 2023 |
| ------------ | ---- | ---- |
| Einwohner    | 1484 | 1773 |
| davon Männer | 777  | 937  |
| davon Frauen | 707  | 836  |

## Orte
Im Corregimiento Las Delicias befinden sich folgende Orte:
- Agua Salud o Los Pozos de Aguas Termales
- Boca de Yorkin
- Bris
- Dakles o Daclis
- El Guabo de Yorkin
- Endi
- Kapequicha o Alto Yorkin
- Katsi
- La Golondrina
- Las Delicias Abajo
- Las Delicias Arriba
- Las Palmas o Las Palmitas de Yorkin
- Namuwuoki
- Santa Clara
- Sanury o Dos Bocas
- Sibube
- Sibube Adentro
- Sinostre
- Sinostre Adentro
- Tscui